# سلطان قدرت
سلطان کودارات یا سلطان قدرت (Sultan Kudarat) یکی از استان‌های کشور فیلیپین است. این استان بخشی از جزیرهٔ میندانائو به شمار می‌رود.
مرکز این استان شهر ایسولان است. جمعیت آن حدود پانصد و هشتاد و شش هزار نفر است. مساحت این استان چهار هزار و هفتصد کیلومتر مربع است.